# Ян Каплицький

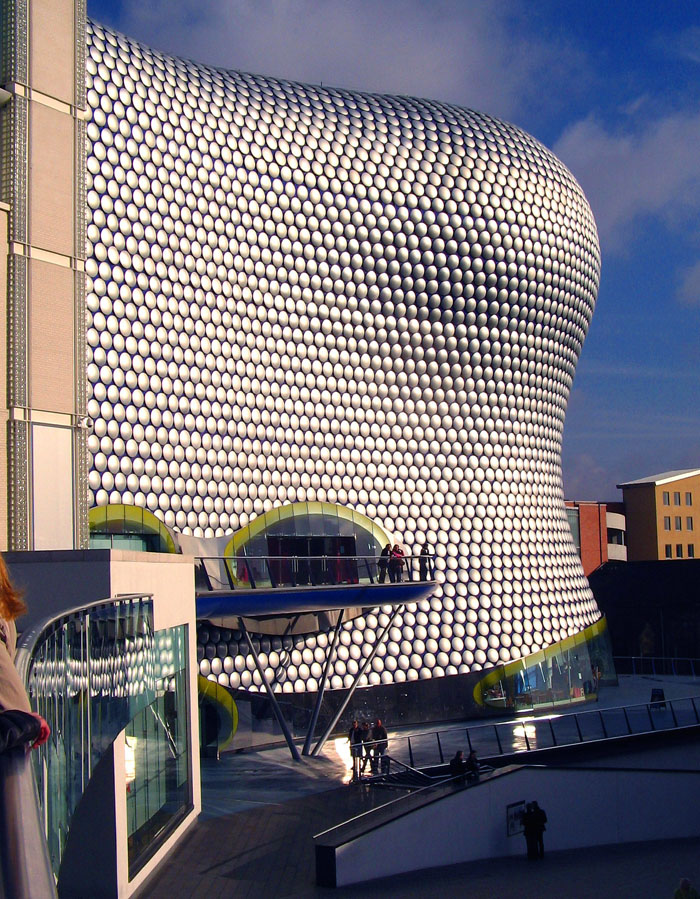
Будівля Selfridges в Бірмінгемі

Ян Ка́плицький (чеськ. Jan Kaplický, * 18 квітня 1937, Прага,— † 14 січня 2009, Прага) — чеський архітектор.

## Біографія
Ян Каплицький народився в Празі в 1937 році, в 1962 році закінчив празький Коледж прикладних мистецтв і архітектури. У вересні 1968 року він переїхав до Лондона, де працював в різних архітектурних бюро, у тому числі і в Foster and Partners, керівником якого є Норман Фостер.
У 1979 році Ян Каплицький і Девід Ніксон (David Nixon) організували власне архітектурне бюро Future Systems. Новаторські проекти Каплицького вражали замовників своєю незвичністю і вільним поводженням з формою. Кілька побудованих за його проектами будівель завоювали міжнародні нагороди. Серед них — будівля для мережі магазинів Selfridges, що отримало 7 нагород, і центр реклами в Лондоні, що завоював 6 нагород, включаючи премію Стірлінга.